# Asteroidfamilj
En asteroidfamilj är en grupp asteroider som har nästan samma banelement (främst halv storaxel, excentricitet och inklination). Asteroidfamiljerna tros vara asteroidspillror som uppstått efter kollisioner mellan större asteroider.

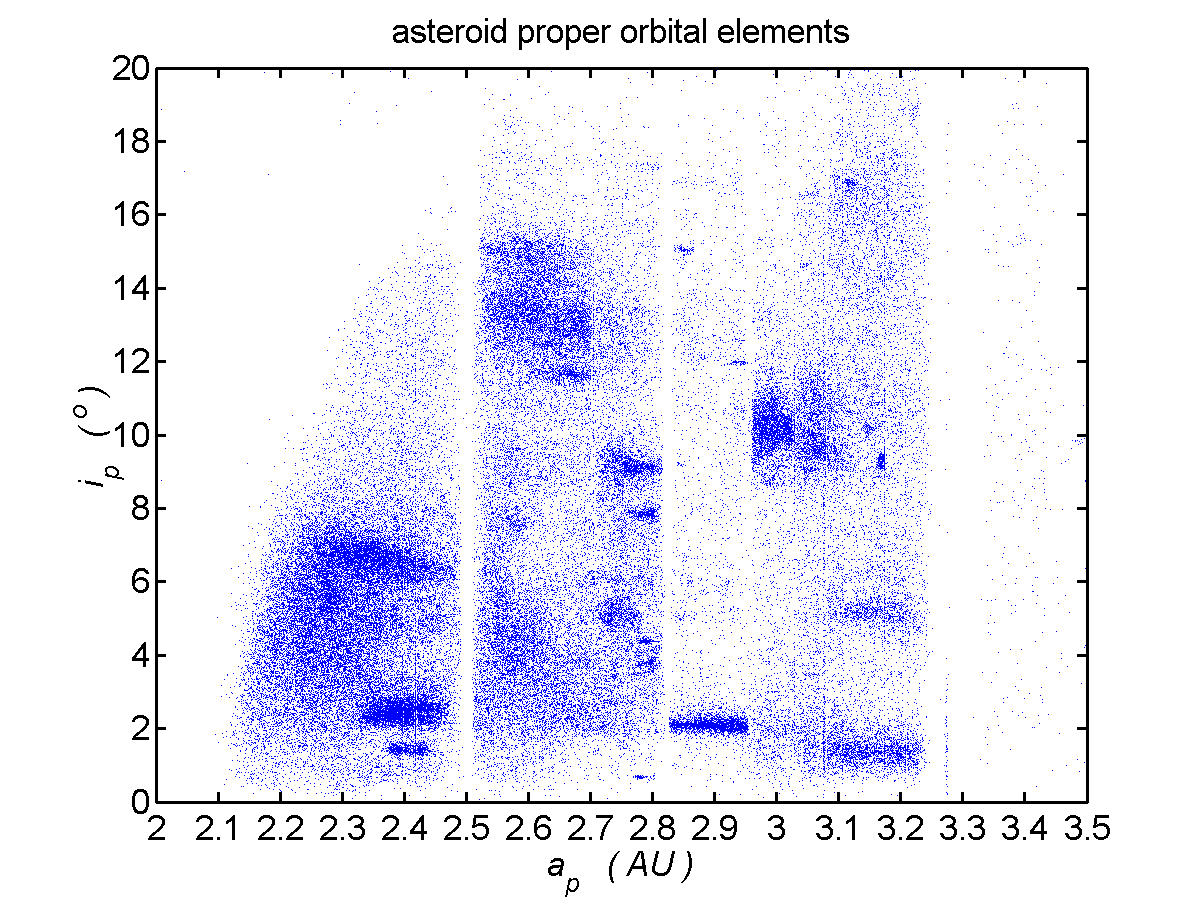
Graf över inklination mot stor halvaxel hos numrerade asteroider. Asteroidfamiljer syns som distinkta klumpar.

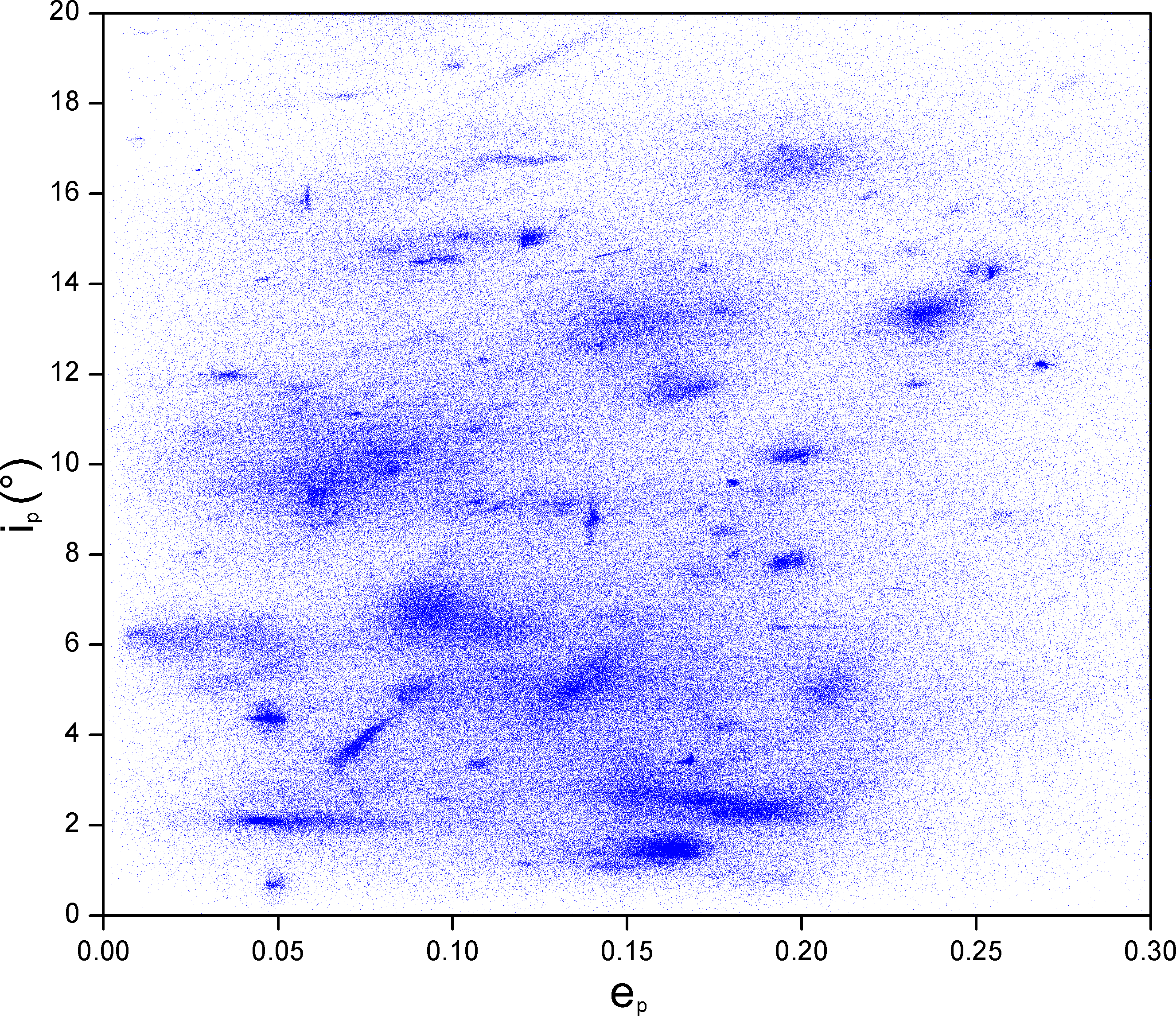
Graf över inklination mot excentricitet hos numrerade asteroider.

## Allmänna egenskaper
Stora familjer omfattar flera hundra asteroider (och många fler mindre objekt som antingen inte har analyserats eller upptäckts än). Små kompakta familjer kan finnas med bara ungefär tio medlemmar. Mellan 33 % och 35 % av asteroiderna i huvudbältet är familjemedlemmar.
Det finns mellan 20 och 30 väldefinierade familjer, med flera tiotal mindre säkra grupperingar. De flesta asteroidfamiljer finns i huvudbältet, även om några familjeliknande grupperingar som Pallas-, Hungaria- och Phocaceagrupperna har en mindre halvaxel eller större inklination än huvudbältet. Några studier har gjorts för att fastställa förekomsten av kollisionsfamiljer hos trojanerna, men för närvarande går det inte att dra den slutsatsen.

## Ursprung och utveckling
Asteroidfamiljerna tros vara resultatet av asteroidkollisioner. I de flesta fall har moderasteroiden krossats, men det finns flera familker som uppstått från ett nedslag som inte spräckte huvudkrippen (till exempel Vesta-, Pallas-, Hygiea- och Massaliafamiljerna. Sådana kraterfamiljer består vanligtvis av en enda större kropp och en svärm asteroider som är mycket mindre. Några familjer (till exempel Florafamiljen) har komplexa interna strukturer som inte kan förklaras idag, men som kan bero på flera kollisioner i samma region vid olika tillfällen.
På grund av ursprunget har alla familjemedelemmar närbesläktade sammansättningar. Undantagen är de familjer (som Vestafamiljen) som bildades från en differentierad ursprungskropp.
Asteroidfamiljer tros ha livslänger på storeksordningen en miljard år, beroende på flera faktorer (till exempel försvinner små asteroider ur familjen fortare). Detta är betydligt mindre än solsystemets ålder, därför tros få, om några alls, vara rester från det tidiga solsystemet. Familjer upplöses genom långsamma förändringar av banelementen på grund av störningan från Jupiter eller andra stora kroppar, och genom kollisioner mellan asteroider som smular ner dem till mindre kroppar. Sådana små asteroider blir sedan utsatta för störningar som Jarkovskij-effekten som driver dem till banresonans med Jupiter. När resonansen uppstått stöts de relativt snabbt ut ur asteroidbältet. Uppskattade åldrar har tagits fram för några familjer. Dessa varierar från hundratals miljoner år till mindre än några miljoner år för till exempel den kompakta Karinfamiljen. Gamla familjer tros innehålla få små medlemmar och är grunden för åldersbestämningarna.
Det tros att många väldigt gamla familjer har förlorat alla sina små och medelstora medlemmar, med bara ett fåtal av de större medlemmarna kvar. Ett exempel på en sådan gammal familj är paret 9 Metis och 113 Amalthea. Ytterligare indicier på äldre familjer som du spritts ut kommer från analysen av metallhalterna i järnmeteoriter. Dessa analyser visar att det måste ha funnints åtminstone 50 till 100 huvudkroppar stora nog för att ha varit differentierade, som sedan krossats så att deras kärnor kommit i dagen och producerat själva meteoriterna.(Kelley & Gaffey 2000).

## Lista över asteroidfamiljer
| Familjens namn                             | Benämnd efter                              | banelement                                 | banelement                                 | banelement                                 | Storlek                                    | Storlek                                    | Alternativt namn                              |
| Familjens namn                             | Benämnd efter                              | a (AU)                                     | e                                          | banlutning (°)                             | ungefärlig andel av asteroider             | medlemmar i Zappalà HCM-analys[A]          | Alternativt namn                              |
| De mest kända familjerna inom huvudbältet: | De mest kända familjerna inom huvudbältet: | De mest kända familjerna inom huvudbältet: | De mest kända familjerna inom huvudbältet: | De mest kända familjerna inom huvudbältet: | De mest kända familjerna inom huvudbältet: | De mest kända familjerna inom huvudbältet: | De mest kända familjerna inom huvudbältet:    |
| ------------------------------------------ | ------------------------------------------ | ------------------------------------------ | ------------------------------------------ | ------------------------------------------ | ------------------------------------------ | ------------------------------------------ | --------------------------------------------- |
| Eos                                        | 221 Eos                                    | 2,99 – 3,03                                | 0,01 – 0,13                                | 8 - 12                                     |                                            | 480                                        |                                               |
| Eunomia                                    | 15 Eunomia                                 | 2,53 – 2,72                                | 0,08 – 0,22                                | 11,1 – 15,8                                | 5 %                                        | 370                                        |                                               |
| Flora                                      | 8 Flora                                    | 2,15 – 2,35                                | 0,03 – 0,23                                | 1,5 – 8,0                                  | 4–5 %                                      | 590                                        | Ariadnefamiljen efter 43 Ariadne              |
| Hygiea                                     | 10 Hygiea                                  | 3,06 – 3,24                                | 0,09 – 0,19                                | 3,5 – 6,8                                  | 1 %                                        | 105                                        |                                               |
| Koronis                                    | 158 Koronis                                | 2,83 – 2,91                                | 0 – 0,11                                   | 0 – 3,5                                    |                                            | 310                                        |                                               |
| Maria                                      | 170 Maria                                  | 2,5 – 2,706                                |                                            | 12 - 17                                    |                                            | 80                                         |                                               |
| Nysa                                       | 44 Nysa                                    | 2,41 – 2,5                                 | 0,12 – 0,21                                | 1,5 – 4,3                                  |                                            | 380                                        | Hertha-familjen efter 135 Hertha              |
| Themis                                     | 24 Themis                                  | 3,08 – 3,24                                | 0,09 – 0,22                                | 0 - 3                                      |                                            | 530                                        |                                               |
| Vesta                                      | 4 Vesta                                    | 2,26 – 2,48                                | 0,03 – 0,16                                | 5,0 – 8,3                                  | 6 %                                        | 240                                        |                                               |
| Andra viktiga familjer inom huvudbältet[C] |                                            |                                            |                                            |                                            |                                            |                                            |                                               |
| Adeona                                     | 145 Adeona                                 |                                            |                                            |                                            |                                            | 65                                         |                                               |
| Astrid                                     | 1128 Astrid                                |                                            |                                            |                                            |                                            | 11                                         |                                               |
| Bower                                      | 1639 Bower                                 |                                            |                                            |                                            |                                            | 13                                         | Endymion-familjen efter 342 Endymion          |
| Brasilia                                   | 293 Brasilia                               |                                            |                                            |                                            |                                            | 14                                         |                                               |
| Gefion                                     | 1272 Gefion                                | 2,74 – 2,82                                | 0,08 – 0,18                                | 7,4 – 10,5                                 | 0.8 %                                      | 89                                         | 1 Ceres och Minerva-familjen efter 93 Minerva |
| Chloris                                    | 410 Chloris                                |                                            |                                            |                                            |                                            | 24                                         |                                               |
| Dora                                       | 668 Dora                                   |                                            |                                            |                                            |                                            | 78                                         |                                               |
| Erigone                                    | 163 Erigone                                |                                            |                                            |                                            |                                            | 47                                         |                                               |
| Hansa                                      | 480 Hansa                                  | ~2,66                                      | ~0,06                                      | ~22,0°                                     |                                            |                                            |                                               |
| Hilda                                      | 153 Hilda                                  | 3,7 – 4,2                                  | >0,07                                      | <20°                                       | -                                          |                                            |                                               |
| Karin                                      | 832 Karin                                  |                                            |                                            |                                            |                                            | 39[B]                                      |                                               |
| Lydia                                      | 110 Lydia                                  |                                            |                                            |                                            |                                            | 38                                         |                                               |
| Massalia                                   | 20 Massalia                                | 2,37 – 2,45                                | 0,12 – 0,21                                | 0,4 – 2,4                                  | 0.8 %                                      | 47                                         |                                               |
| Meliboea                                   | 137 Meliboea                               |                                            |                                            |                                            |                                            | 15                                         |                                               |
| Merxia                                     | 808 Merxia                                 |                                            |                                            |                                            |                                            | 28                                         |                                               |
| Misa                                       | 569 Misa                                   |                                            |                                            |                                            |                                            | 26                                         |                                               |
| Naëma                                      | 845 Naëma                                  |                                            |                                            |                                            |                                            | 7                                          |                                               |
| Nemesis                                    | 128 Nemesis                                |                                            |                                            |                                            |                                            | 29                                         | Concordia-familjen efter 58 Concordia         |
| Rafita                                     | 1644 Rafita                                |                                            |                                            |                                            |                                            | 22                                         |                                               |
| Veritas                                    | 490 Veritas                                |                                            |                                            |                                            |                                            | 29                                         | Undina-familjen efter 92 Undina               |
| Theobalda                                  | 778 Theobalda                              | 3,16 – 3,19                                | 0,24 – 0,27                                | 14 - 15                                    |                                            |                                            |                                               |
| TNO- familjer:[D]                          |                                            |                                            |                                            |                                            |                                            |                                            |                                               |
| Haumea                                     | 136108 Haumea                              | ~43                                        | ~0,19                                      | ~28                                        |                                            |                                            |                                               |
Fotnoter:
- [A]: Ett genomsnitt av medlemmar i familjen vid analyser av Zappala med flera (1995). Antalet har avrundats. Analysen omfattade 12487 asteroider. Nu är mer än 300000 kända, vilket innebär att bara var 25:e asteroid varit föremål för analys.[1][2][3]
- [B]: Reference elsewhere.
- [C]: Flertalet familjer har identifierats av Bendjoya och Zappala (2002). Undantag: Karin-familjen.[4][5]
- [D]: De transneptuniska objekten klassificeras inte som äkta asteroider, men finns med för fullständighetens skull.

Det finns också gott om grupperingar av asteroider, som är mindre säkra.